# Котиха (сыр)
Котиха (исп. Cotija) — мексиканский твёрдый сыр. Своё название получил по месту производства — мексиканского города Котиха-де-ла-Пас, расположенного в штате Мичоакан.
Котиха выпускается двух основных видов:
- Эль Кесо Котиха де Монтана (El Queso Cotija de Montana), или «зернистый сыр», — сухой, твёрдый, ломкий и солёный сыр (эта разновидность сыра Котиха выдерживается в рассоле несколько больше, чем необходимо для увеличения срока хранения сыров). Название «Эль Кесо Котиха де Монтана» сыр получил ещё из-за того, что сыроделы живут высоко в горах, на высоте 1700 м;
- сыр Тахо (Tajo Cheese). Тахо более мягкий, жирный и менее солёный сыр, при нарезании хорошо сохраняющий форму. По аромату Тахо напоминает итальянский пармезан или греческую фету.

Эль Кесо Котиха де Монтана — сыр ограниченного производства, изготавливаемый в период дождей с июля по октябрь. Это обусловлено тем, что Эль Кесо Котиха де Монтана изготавливается исключительно из молока коров, питающихся свежей и сочной травой, растущей на горных склонах в период дождей. Сыр, сделанный из такого молока, получает уникальный цвет и аромат, присущий только Эль Кесо Котиха де Монтана.
Сыр делается вручную, поэтому каждая головка сыра уникальна. Форма выпуска Эль Кесо Котиха де Монтана — цилиндры массой по 17 кг, с коркой сливочного цвета. Продаётся Котиха небольшими кругами или крупными блоками. Как и пармезан, иногда продаётся в натёртом виде. Используется в качестве ингредиента для приготовления супов, салатов, и в других блюдах.